# Mutagen
Mutagen (dobesedno sprememba izvora) je fizični ali kemični dejavnik, ki spreminja genetski material, po navadi DNK, organizma in s tem poveča pogostost mutacij naravnega sistema. Ker veliko mutacji povzroča raka, so mutagene snovi po navadi tudi rakotvorne. Mutageni pa ne povzročajo vseh mutacij. Pojavijo se tako imenovane spontane mutacije zaradi napak v DNK replikaciji, popravilu in rekombinaciji.

## Posledice mutacij
Spremembe v nukleinski kislini, ki jih povzročajo mutacije vključujejo zamenjavo nukleotidovih osnovnih parov, vstavljanje in brisanje enega ali več nukleotidov v DNK zaporedju. Čeprav so nekatere od teh mutacij smrtonosne ali povzročajo resna obolenja, imajo mnoge od njih manjše učinke, kot so spremembe v zaporedju kodiranih beljakovin in niso tako pomembne. Veliko mutacij ne povzroča vidnih sprememb, bodisi zato, ker se pojavljajo v intronih ali zato, ker ne spreminjajo zaporedja aminokislin. V redkih primerih lahko ustvarijo koristne mutacije, kot je odpornost na bolezen, ali spodbujanje evolucijske spremembe v populaciji.

## Genetski drs
V neki prvotni populaciji lahko pride do nastanka več manjših skupin. V teh skupinah pride pri križanju do naključnega nabora posameznih osebkov in s tem tudi do naključnega izbora gamet, posledica je različna frekvenca genov v naslednjih generacijah. Znotraj te skupine (nove populacije) vse bolj prihaja do križanja podobnih posameznikov, zaradi česar se eni geni utrdijo, drugi pa izgubijo, posledica pa so vse večje razlike med skupinami. Na ta način prihaja do razhajanja v frekvenci genov od prvotne populacije kar imenujemo naključni genetski drs.

## Genska preiskava
Je preiskavni postopek na ravni kromosomov, genov in beljakovin za ugotavljanje dednih in infekcijskih bolezni ter genskih okvar, prenašalstva okvarjenih genov ter nagnjenosti do določenih genskih bolezni. Enaki postopki se uporabljajo tudi pri osebni identifikaciji za potrebe sodne medicine in kriminologije.

## Odkritje mutageneze
Leta 1920, je Hermann Muller odkril, da x-žarki povzročajo mutacije pri vinskih mušicah. Ugotovil je tudi, da x-žarki vplivajo na ljudi. Prve mutagene snovi, ki so jih prepoznali so bile rakotvorne in snovi, ki povzročajo raka. Prvi zdravniki so odkrili tumorje pri pacientih, več kot 2000 let pred odkritjem kromosomov in DNK. V Grčiji je Hipokrat 500 pred našim štetjem, poimenoval tumorje v obliki rakovice kot rak.
V Angliji je leta 1775 dr. Percivall Pott napisal knjigo o visoki pojavnosti raka na modih pri dimnikarjih. To so bili običajno fantje, ki so bili dovolj majhni, da so zlezli v dimnik in omeli saje. Pott je domneval, da dimniške saje vsebujejo rakotvorne snovi, ki lahko povzročijo rast bradavic le te pa so značilne za raka na modih. 150 let kasneje so ugotovili, da saje iz dimnika vsebujejo ogljikovodike, ki lahko povzročijo mutiranje DNK.
V Franciji leta 1890, se je pri delavcih, ki so delali v vinarni Bordeoux pokazala visoka stopnja kožnega raka na zadnji strani njihovega vrata. Ti delavci so se vse dneve sklanjali in obirali grozdje, zato so imeli zadnji del vratu zelo izpostavljen soncu. Kasneje se je pokazalo, da sončna svetloba  vsebuje tudi ultravijolične žarke, ki pa so mutageni.

## Lastnosti mutagenov
Mutageni so običajno kemične spojine ali ionizirajoče sevanje. Mutagene snovi lahko razdelimo v različne  kategorije in sicer na njihov učinek rekombinacije DNK:
- Nekatere mutagene snovi se obnašajo kot osnovi analogni in se namesto substratov vstavljajo v DNK področje med rekombinacijo.
- Nekateri reagirajo z DNK in povzročijo strukturne spremembe, ki vodijo k napačnemu kopiranje predloge sklopa DNK.
- Nekateri delujejo posredno in povzročajo, da celice sintetizirajo kemikalije, ki pa imajo neposreden mutagen učinek.

Test Ames je eden od načinov za ugotavljanje, kako mutageno je neko sredstvo. 

## Primeri mutagenov
- Ionizirana radiacija, za primer X-žarki, gama žarki in delci alfa,
- Ultravijolični žarki, ki so elektromagnetno sevanje z valovno dolžino krajšo od vidne svetlobe in daljšo kot x-žarki,
- Osnovni analogni, ki lahko zamenjajo osnovo DNK in povzročijo napake, ki se kopirajo,
- Deaminacijska sredstva kot je dušikova kislina,
- Alkilirajoče sredstvo, kot je etilnitrosourea,
- Transpozona, ki je odsek DNK in opravi pomnožitev ali premestitev avtonomnega delca,
- Alkaloidne rastline, kot so tiste vrste Vince,
- Bromove in nekatere spojine, ki vsebujejo brom v njihovih kemijskih strukturah,
- Natrijev azid, ki je skupni reagent v organski sintezi in sestavina v številnih sistemih zračnih blazin v avtomobilski industriji,
- Psoralen v povezavi z ultravijoličnim sevanjem povzroča zamreženja DNK in s tem kromosomske poškodbe,
- Benzen, industrijsko topilo in predhodnik sestavin za izdelavo plastike, sintetične gume in barvil.

## Mutageni v leposlovju
V znanstveni fantastiki, so mutageni predstavljeni kot snovi, ki spremenijo obliko tistega, ki jih je prejel. Ena od njih so Nindža želve, stripi, televizijske serije in videoigre, kot so Metroid Prime Trilogy, Resistance: Fall of Man, Resident Evil, Infamous, Command & Conquer itn., in igrače.